# Rita Martin
Pour les articles homonymes, voir Martin.

Margareta « Rita » Weir Martin, née en 1875 en Irlande et morte en 1958 à Londres, est une photographe anglaise qui, avec sa sœur Lallie Charles, connaît un grand succès commercial, en tant que portraitiste féminine, pendant l'époque édouardienne. Elle est connue pour ses nombreux portraits d'actrices et de suffragettes, dont elle fit aussi partie.

## Biographie
Rita Martin naît en Irlande,. Elle est la sœur cadette de Charlotte Elizabeth Martin, dite Lallie Charles, et d'Isabelle Reilly Martin, dite Bea. Elles apparaissent toutes les trois sur deux photographies de l'atelier de Lallie Charles vers 1899,. En Angleterre, durant l'époque édouardienne, de plus en plus de studios de photographies sont tenus par des femmes. Influencée par le succès d'Alice Hughes, Lallie Charles ouvre un studio en 1896, appelé The Nook, à côté de Regent's Park à Londres,. Rita Martin y est son assistante, et apprend le métier de photographe à ses côtés à partir de 1897,.
En 1906, Rita Martin ouvre son propre studio au 27 Baker Street, créant de fait une compétition entre les deux sœurs. Elle se spécialise dans les portraits aux couleurs pâles, très éclairés, sur fond blanc. Ses sujets principaux sont des actrices de l’époque (Winifred Barnes, Lily Elsie, Julia James, Lily Brayton, Violet Vanbrugh) et des enfants, parmi lesquels ceux de Gladys Cooper et du charpentier qui construisit son deuxième studio. Rita Martin, avec sa sœur Lallie, devient l'une des portraitistes les plus en vogue dans les années 1900-1910.
En parlant d'elle, Cecil Beaton déclare : « Rita Martin et la beauté, pâle façon terracota, de ses photographies font partie intégrante de cette période. Rita Martin et sa sœur, Lallie Charles, la photographe rivale, installent leurs modèles dans un décor agréablement illuminé et rendant tous les cheveux incroyablement blonds. ».
Une critique de 1910 dans The Strand Magazine déclare « Rita Martin mérite d'être désignée pour être félicitée. Peut-être qu'un temps viendra où il y aura des expositions annuelles des meilleures réalisations de photographes professionnels, comme il y en a maintenant pour les peintres professionnels, et quand ce temps viendra le travail de ces artistes sera très apprécié par la critique. Dans l'art photographique et les photos d'enfants, je devrais mettre la sympathie avant tout, la sympathie avant même l'habileté technique dans la pose et l'éclairage. ».
Rita Martin prit des portraits de nombreuses suffragettes, telle Rosamund Massy, elle-même étant une suffragette.
Rita Martin est aussi une peintre miniaturiste.

## Héritage
Une partie des films négatifs de Rita Martin est conservée à la National Portrait Gallery à la suite d'un don de sa nièce Lallie Charles Cowell en 1994.